# フード・ユニット
フード・ユニット(Hood unit)とは、主要機器を納めた部分を台枠の幅よりも狭いフードで覆った機関車のスタイルおよび構造をいう。日本語では、フードの部分をボンネットと呼ぶこともある。ここでは、主として北米の例を述べる。

## 形態と目的
運転室（キャブ）は1カ所であり、その配置には、前後の中心、前後どちらかに偏奇、どちらか一方の車端、という三形態がある。キャブは機関車の全幅とおおむね同じであるが、フード部は前方視界の妨げにならないように台枠の幅よりも狭く設計され、その両側には車上点検のためのランニングボードが配置される。
台枠で車体の強度と剛性を確保する構造であり、フードは機器を覆うだけで強度は負担しない。整備性向上のためフード部には多数の点検用扉を設け、フード自体も容易に脱着が可能である。
この構造のまま、台枠幅いっぱいまでフードを拡張したものを、カウル・ユニットという。

## 歴史

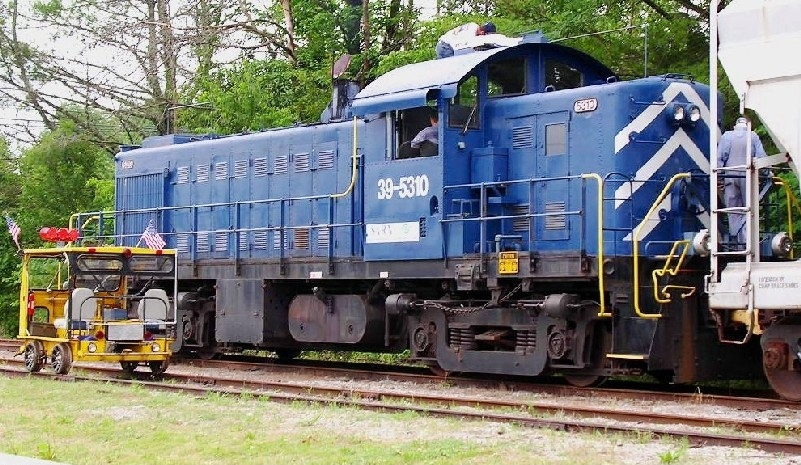
アメリカン・ロコモティブのRS-1。フード・ユニットの原型となった車両である。

フード・ユニットは、スイッチャーの持つ構造を発展させたものである。スイッチャーは長く低いフード部を持ち、視界は良好である。1941年、アメリカン・ロコモティブは、スイッチャーを大型化したRS-1でロード・スイッチャーというコンセプトを立ち上げた。キャブを車体中央付近に配置し、一端には主要機器を納める長いフードを、他端は短いフードを持つ車体形状を採用した。運転室が車端にないため、衝突時に乗務員の被害を軽減できる。

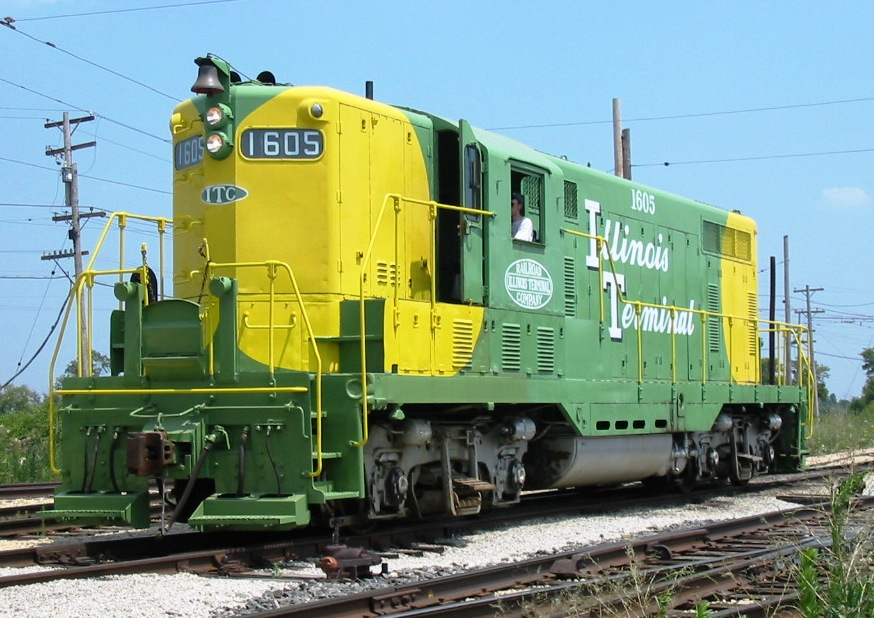
イリノイ・ターミナル鉄道の1605。イリノイ鉄道博物館にて

1949年、GM-EMDはGP7を発表。RS-1と同様のレイアウトであるが、動力源となる大きなディーゼルエンジンと発電機のほか、ラジエーター、消音機などの排気系を収納するため、前後のフードは運転室と同じ高さとした。背高フードはその後のフード・ユニットの標準タイプとなった。
短い側のフードもキャブと同じ高さとされ、「ハイ・ノーズ」または「ハイ・ショート・フード」などと呼ばれた。同じ高さとした理由は労働組合対策である。広い視界というコンセプトには反するが、あえて見通しを悪くすることで、安全確認のため左右両側に機関士を計2名乗務させることができるという「反合理化」がその理由である。この問題が労使関係で解決したあとは、短い側のフードの高さは低くなり（「ロー・ノーズ」または「ロー・ショート・フード」という）、視界は向上した。ハイ・ノーズの車両で後日ロー・ノーズへと改造されたものもある。後にロー・ノーズ側は全幅いっぱいに拡大され、カナディアン・セーフティ・キャブへと発展した。
視界の良さとキャブへの出入りの容易さのため、フード・ユニットは、北米をはじめ各国でもっともポピュラーな形態となっている。

## 運転
スイッチャーのうち、エンジンを2基搭載するものは車体中央にキャブを置き、その前後にエンジンを振り分けて搭載しているが、前述のとおり、ロード・スイッチャーでは2基分のエンジン室を繋げ、キャブを車体の一端に寄せて配置するようになった。短い側のフードを前にして運転することが好まれたが、長い側を前にしても遠方の視界は確保されているため、どちら向きでも変わらぬ速度で走ることができた。
ノーフォーク・アンド・ウェスタン鉄道やサザン鉄道では、衝突時の安全性をより高めるために、長い側のフードが前になることを前提にした機関車を発注したが、これは少数派である。
それ以外のほとんどの機関車はキャブの中に運転台を前後方向に二つ備え、どちら側に向けても運転することができ、列車が折り返す（進行方向が逆になる）地点での機関車の転向作業をなくすことができた。すべての機関車で前位とされる側の側面に「Ｆ」の文字が書かれている。

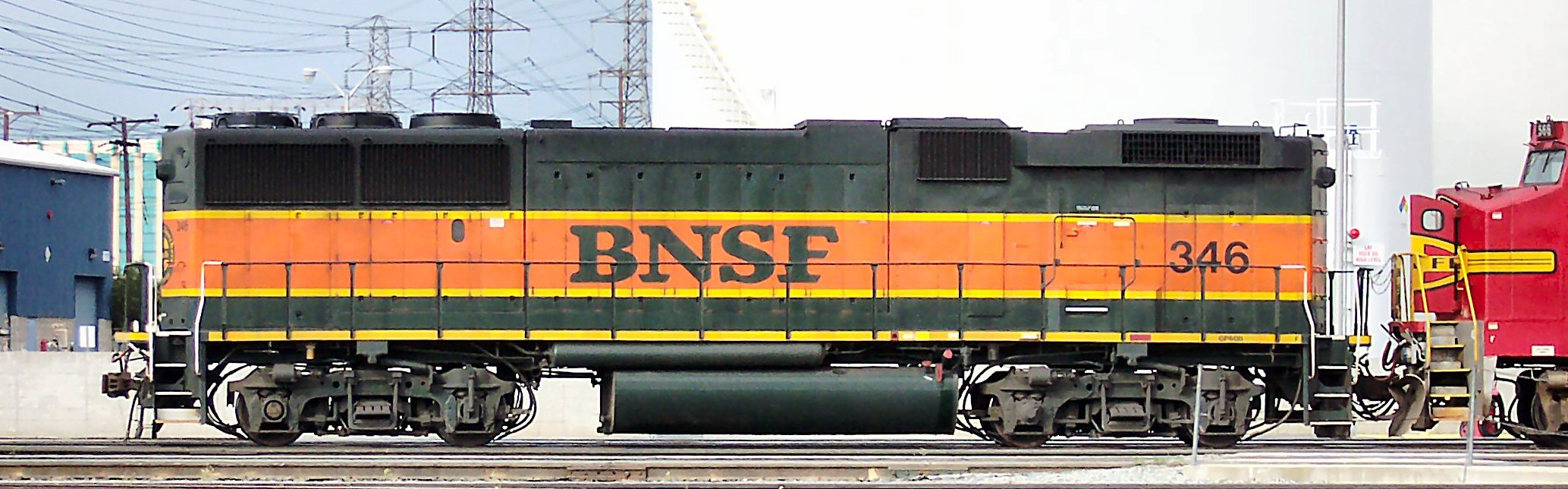
GP60の運転台なしバージョン、GP60B。

補助機関車専用にキャブの無い車両も製造されており、キャブ・ユニットでの慣例に合わせ、Bユニットと呼ばれている。キャブは無いがエンジンと発電機を搭載しているため、主電動機と死重しか搭載していないスラッグとは異なり、車両の全長に渡って背の高いフードが機器を覆っているのが特徴である。

## アメリカにおけるフード・ユニットの例

### 貨物用機関車
- GE U30C
- GE U36B
- EMD GP60
- EMD SD60
- EMD SD70

### 旅客用機関車
- EMD SDP45
- GE Dash 8-32BHW

## イギリスの例
イギリスでは「フード・ユニット」という名称は使われていないが、このタイプの機関車はいくつか存在する。
- 09形
- 15形
- 16形
- 20形
- 10800号

## 日本の例

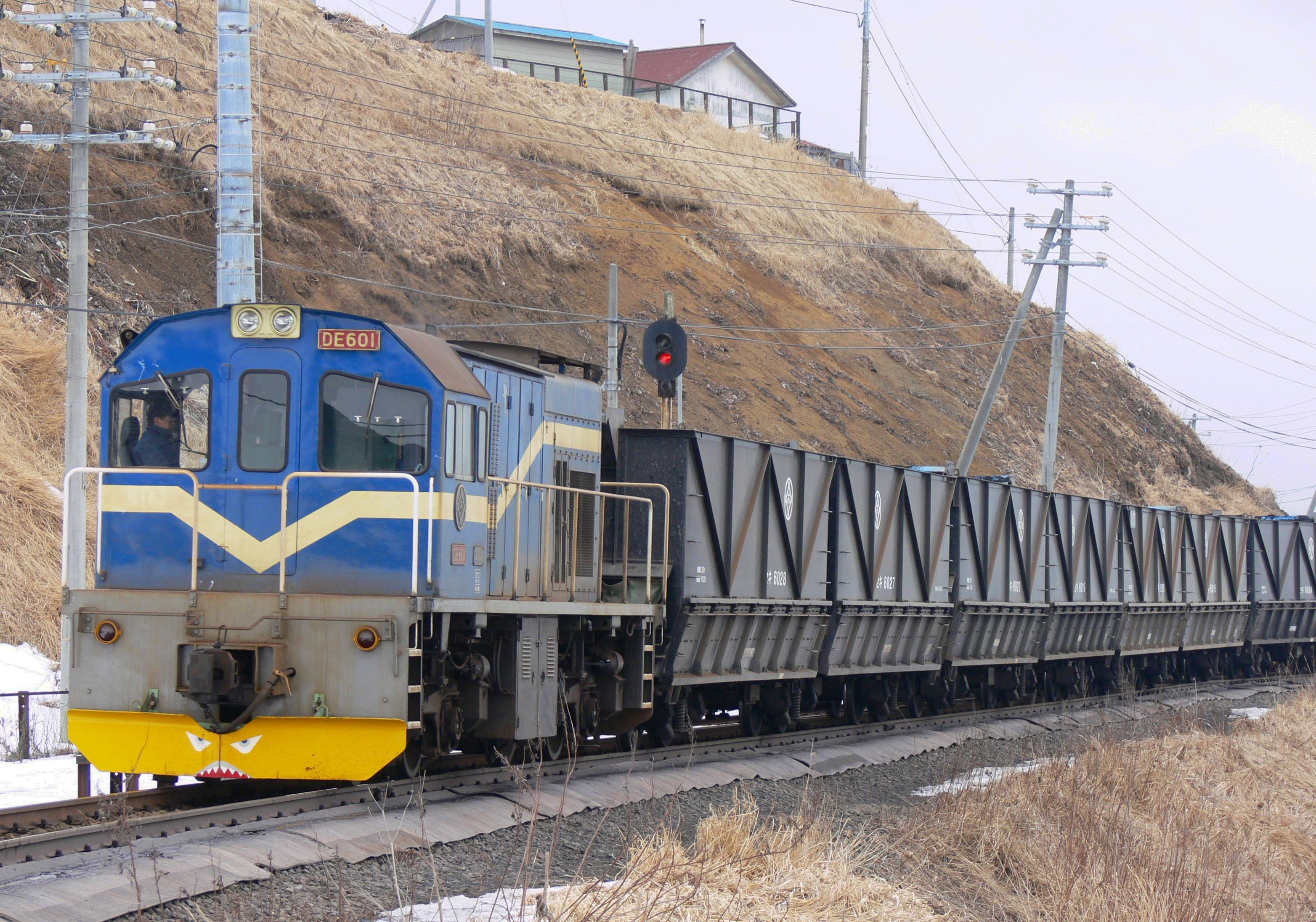
太平洋石炭販売
(旧:釧路臨港鉄道)
DE600形

日本でこのスタイルに該当するものは、スイッチャー（または除雪兼用）かつ、輸入機かアメリカとの技術提携によるものがほとんどである。
- エンドキャブ形
  - DC10形 - クルップ（ドイツ）
  - DC11形 - MAN（ドイツ）+ブラウン・ボベリ（スイス）
  - DD41形 - クーパベッセマ+GE（共にアメリカ）と東芝との技術提携
  - DD14形 - 国産（除雪兼用）
  - 太平洋石炭販売輸送DE600形 - GEのU10Bを日本車両でノックダウン生産
- センターキャブ形
  - DD12形 - GE+CAT（共にアメリカ）